# Lucjan Lis

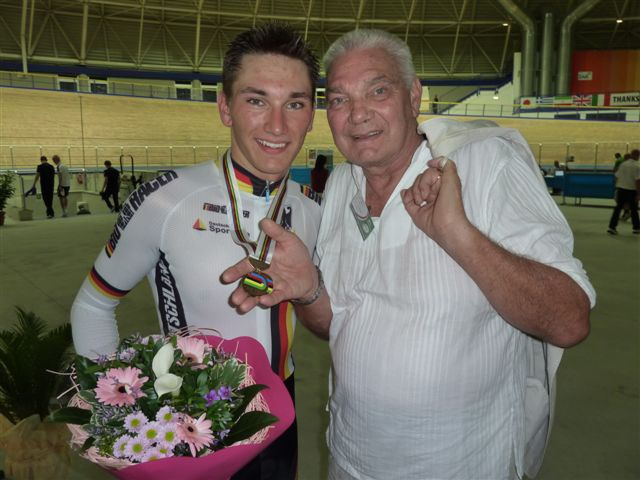
Lucjan Lis (r.) mit seinem Sohn Lucas (2010)

Lucjan Roman Lis (* 8. August 1950 in Bytom; † 26. Januar 2015) war ein polnischer Radrennfahrer und Weltmeister.
1970 wurde Lucjan Lis Dritter der polnischen Straßenmeisterschaft. Im Jahr darauf belegte er bei den UCI-Straßen-Weltmeisterschaften in Mendrisio den dritten Platz im Mannschaftszeitfahren, mit Jan Smyrak, Stanisław Szozda und Edward Barcik. 1972 startete er bei den Olympischen Sommerspielen in München; mit dem Straßenvierer (gemeinsam mit Barcik, Szozda und Ryszard Szurkowski) errang er die Silbermedaille, im olympischen Straßenrennen belegte er Rang 36. Im selben Jahr wurde er Zweiter bei der Bulgarien-Rundfahrt. 1973 wurde er Weltmeister im Mannschaftszeitfahren (gemeinsam mit Tadeusz Mytnik, Szozda und Szurkowski), gewann die Polen-Rundfahrt und belegte den siebten Platz in der Gesamtwertung der Internationalen Friedensfahrt. Anschließend trat er vom Radsport zurück.
Aus gesundheitlichen Gründen reiste Lis später in die Bundesrepublik Deutschland, um sich medizinisch behandeln zu lassen, und blieb dort.
Sohn Lucas Liß, der von seinem Vater gemanagt und betreut wurde, ist auch Radsportler und vor allem im Bahnradsport erfolgreich.